# Montanara-Chor
Der Montanara-Chor (Eigenschreibweise: MontanaraChor) ist ein international bekannter deutscher Männerchor, der sich vorwiegend der volkstümlichen Musik widmet. Seinen Sitz hat er in Leinfelden-Echterdingen bei Stuttgart.

## Werdegang
Der Montanara-Chor konstituierte sich eher zufällig bei einer Geburtstagsfeier für den seinerzeitigen Leiter des Schallarchivs des (damaligen) Süddeutschen Rundfunks, Franz Biehler, als einige der Gäste gemeinsam Volkslieder vortrugen. Daraufhin beschloss der Gastgeber spontan, dass die seiner Ansicht nach talentierten Sänger einige im Rundfunk vielgefragte Titel aufnehmen sollten. Noch im selben Jahr folgten verschiedene Schallplattenaufnahmen, beginnend mit dem volkstümlichen, von Toni Ortelli komponierten Lied La Montanara und dem Fahrtenlied Jenseits des Tales (Worte: Börries von Münchhausen, Weise: Robert Götz). Beide Aufnahmen wurden große Erfolge, so dass sich der Chor nach dem ersten der beiden Lieder benannte. Wegen der Namensgebung wird immer wieder fälschlich vermutet, es handle sich um einen italienischen Chor.
In den 1960er Jahren oblag den Dirigenten Hermann Josef Dahmen, Walter Höfling und Heinz Buchhold die künstlerische Leitung des Chores. Er wurde bald zum Aushängeschild für die gehobene Darbietung volkstümlicher Chormusik; wobei immer großer Wert auf musikalische Perfektion gelegt wurde; allerdings gehen bis heute die meisten Chormitglieder einem bürgerlichen Beruf nach.
1972 übernahm Harry Pleva für nahezu 30 Jahre die Leitung des Chores. In dieser Zeit wurden zahlreiche Schallplatten veröffentlicht, auf denen die bekanntesten deutschen Volkslieder, aber auch neuere volkstümliche Lieder eingesungen waren. Das ursprünglich weitgehend auf diese Bereiche begrenzte Repertoire wurde indes nach und nach erweitert, wobei sowohl der Bereich der klassischen Musik als auch internationale Folklore und Evergreens Berücksichtigung fanden. Mit Pleva als Dirigent füllte der Chor inzwischen auch Konzertsäle im Ausland. Außerdem kam es zu zahlreichen Fernsehproduktionen.
Im Jahr 2001 übernahm Michael Alber (* 1963 in Tuttlingen) die künstlerische Leitung des Chores, nachdem Harry Pleva aus Altersgründen dieses Amt aufgegeben hatte. Michael Alber leitet zugleich den Chor der Stuttgarter Staatsoper. Inzwischen wird der Montanara-Chor von wechselnden Dirigenten geleitet. Die künstlerische Gesamtleitung hat derzeit (2023) Wolfgang Isenhardt.
Immer wieder arbeitete der Chor mit bekannten Künstlern zusammen, wie z. B. den Sängern Siegfried Jerusalem und Anneliese Rothenberger oder dem Solotrompeter Walter Scholz. 
Insgesamt gehören 16 Sänger zu dem Ensemble. Es tritt nach Möglichkeit ohne Mikrofone auf. Ein weiteres besonderes Merkmal ist, dass üblicherweise als einziges Begleitinstrument ein Klavier verwendet wird. 

## Ehrungen
- Hermann-Löns-Medaille 1977

## Erfolgstitel
- La Montanara 1958
- Jenseits des Tales 1958
- Die Himmel rühmen (Die Ehre Gottes in der Natur) 1970
- Die Nacht 1970
- Es waren zwei Königskinder 1970
- Ich bete an die Macht der Liebe 1970
- Waldandacht (Frühmorgens, wenn die Hähne kräh’n) 1970
- Bergvagabunden sind wir 1972
- Kehr ich einst zur Heimat wieder 1972
- Die Post im Walde 1974
- Vor meinem Vaterhaus steht eine Linde 1975
- Wo’s Dörflein traut zu Ende geht (Das Elternhaus) 1975
- Das ist der Tag des Herrn (Schäfers Sonntagslied) 1976
- Droben stehet die Kapelle 1976
- Still ruht der See 1978
- Wahre Freundschaft soll nicht wanken 1981
- Nach der Heimat möcht’ ich wieder 1982
- ’s ist Feierabend 1982
- Ein Lied geht um die Welt 1989
- Die Seen im Land der Berge 1991
- Es löscht das Meer die Sonne aus

## Diskografie (Alben, Auswahl)
- Es löscht das Meer die Sonne aus 1965
- Weihnachten – Jenseits des Tales 1967
- Wildgänse rauschen durch die Nacht – Die schönsten Lieder der Wandersleut’ und fahrenden Gesellen 1967
- Ich bete an die Macht der Liebe 1970
- Abschied hat der Tag genommen 1970
- Das Lied der Berge – Kameraden der Berge 1972
- Im Frühtau zu Berge 1972
- In der Schenke zum Husaren 1974
- Blaue Berge, grüne Täler 1974
- Lieder von Wolga und Don 1975
- Vor meinem Vaterhaus steht eine Linde 1975
- ’S ist Feierabend 1976
- Die Himmel rühmen 1981
- Ein Lied geht um die Welt 1981
- Im schönsten Wiesengrunde 1984
- Musik kennt keine Grenzen 1985
- Ein Lied geht um die Welt 1989
- Eine musikalische Reise 1993
- 40 Jahre Montanarachor – Eine musikalische Reise durch die Heimat 1998
- Klassisch und beschwingt 2000
- Goldene Weihnacht 2002
- Frieden auf Erden 2004 (Weihnachtsproduktion)
- Auf Flügeln des Gesangs 2005 (mit dem Ludwigsburger Blechbläser-Quintett)
- Welterfolge
- Wir wollen zum Land ausfahren